# Slowakisch-Ungarischer Krieg
Der Slowakisch-Ungarische Krieg, auch Kleiner Krieg genannt (ungarisch: Kis háború, slowakisch: Malá vojna), wurde vom 23. März bis zum 4. April 1939 zwischen dem Slowakischen Staat und dem Königreich Ungarn im Osten der heutigen Slowakei ausgetragen.

## Vorgeschichte
Im Herbst 1938 musste die Tschechoslowakei gemäß dem Münchner Abkommen und dem Ersten Wiener Schiedsspruch ihre Grenzgebiete an das Deutsche Reich und (2. November 1938) Ungarn abtreten. Am 14./15. März 1939 erfolgte dann auf deutschen Druck hin die Unabhängigkeitserklärung der Slowakei als Erste Slowakische Republik, die auch von Ungarn anerkannt wurde. Gleichzeitig wurde die sogenannte Resttschechei von deutschen Truppen besetzt und als Reichsprotektorat Böhmen und Mähren ins Reich eingegliedert. Auch die Karpatoukraine erklärte ihre Unabhängigkeit, wurde aber unverzüglich von Ungarn besetzt.
Am 22. März 1939 beendete eine Kommission zur Festlegung der neuen gemeinsamen slowakisch-ungarischen Ostgrenze ihre Arbeit. Gleichfalls wurden die letzten ehemals tschechoslowakischen Truppen aus der nunmehr ungarischen Karpatoukraine in die Resttschechei abgezogen, worauf Ungarn wohl annahm, es gäbe auch keine Truppen mehr auf slowakischem Staatsgebiet.

## Kriegsverlauf

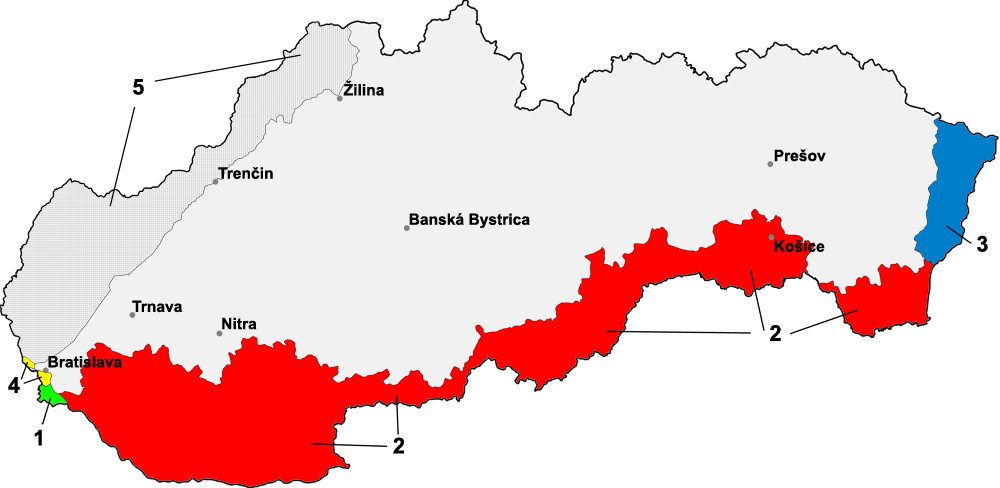
An Ungarn abgetretene Gebiete der heutigen Slowakei:
1 ‒ Bratislavaer Brückenkopf, bis zum 15. Oktober 1947 ungarisches Staatsgebiet
2 ‒ Südslowakei, als Folge des Wiener Schiedsspruches vom 2. November 1938 bis Frühjahr/8. Mai 1945 von Ungarn annektiert
3 ‒ Landstreifen in der Ostslowakei um die Orte Stakčín und Sobrance, als Folge des Krieges vom 4. April 1939 bis Frühjahr/8. Mai 1945 von Ungarn annektiert
4 ‒ Gemeinden Devín (Theben) und Petržalka, vom 1./20. November 1938 bis 1945 von Deutschland annektiert
5 ‒ Deutsche Schutzzone, als Folge des Schutzvertrages mit der Slowakei am 23. März 1939 eingerichtet

Am darauffolgenden Tag, dem 23. März 1939, griffen ungarische Verbände ohne vorherige Kriegserklärung von der besetzten Karpatenukraine aus die Slowakei an, wobei sie den Befehl hatten, möglichst weit nach Westen vorzustoßen. Die überraschten slowakischen Truppenverbände, die durch einige noch in der Slowakei verbliebene tschechische Verbände unterstützt wurden, starteten am 24. März eine Gegenoffensive. Ein großer Teil der Kämpfe wurde dabei durch die Luftstreitkräfte ausgetragen. Bei der Bombardierung einer slowakischen Luftwaffenbasis bei Spišská Nová Ves kamen 13 Slowaken ums Leben; dieser Angriff verstärkte die anti-ungarische Haltung der slowakischen Bevölkerung zusätzlich.
Obwohl für den 24. März ein Waffenstillstand ausgehandelt wurde, dauerten die Kämpfe noch bis zum 31. März an.
Infolge des am 23. März 1939 zwischen dem Deutschen Reich und der Slowakei geschlossenen Schutzvertrages kam es zu einer Unterredung zwischen dem slowakischen Ministerpräsidenten Tiso und einem Sprecher des Reiches in Žilina. Tiso wünschte vom Deutschen Reich eine militärische Unterstützung durch Waffenhilfe. Dies wurde abgelehnt, doch sagte man ihm ein direktes Eingreifen von deutschen Wehrmachtseinheiten in der Ostslowakei zu. Dieses Angebot wies wiederum Tiso zurück: die Slowakei solle nicht durch eine mögliche Kettenreaktion in Streitigkeiten mit Drittmächten geraten.
Anfang April kam es dann zu slowakisch-ungarischen Verhandlungen. Als Ergebnis wurde am 4. April in Budapest ein Vertrag unterzeichnet, in dem die Slowakei einen Landstreifen im Osten des Landes um die Orte Stakčín und Sobrance mit 1.697 km² Fläche, 69.930 Einwohnern und 78 Gemeinden an Ungarn abtreten musste.
An Toten hatte die Slowakei in diesem Krieg 22 Soldaten und 36 Zivilisten zu beklagen, auf ungarischer Seite starben acht Soldaten und 15 Zivilisten.